# Gemeentehuis van Heesch
Het voormalige gemeentehuis van Heesch is gelegen aan 't Dorp in de plaats Heesch in de Nederlandse gemeente Bernheze. Het pand dateert uit 1838 en werd gebouwd door J.A. van den Burg uit Oss. Het werd in 1938/1941 uitgebreid en geheel verbouwd naar een ontwerp van A.J. Kropholler en P.G. Elemans. 
De sculptuurornamentiek is vervaardigd naar ontwerp van Johan Conrad Altorf.
In december 2005 is 't Oude Raadhuis door de gemeente verkocht. Het bouwwerk is in 2007 weer in gebruik genomen als kantoor, trouwlocatie en horecagelegenheid.